# Baird (Texas)
Pour les articles homonymes, voir Baird.
La ville de Baird est le siège du comté de Callahan, dans l’État du Texas, aux États-Unis. Sa population s’élevait à 1 496 habitants lors du recensement de 2010, estimée à 1 513 habitants en 2016. Elle est nommée en hommage à Matthew Baird (en), propriétaire de la Texas and Pacific Railway.

## Démographie
| Groupe            | Baird | Texas | États-Unis |
| ----------------- | ----- | ----- | ---------- |
| Blancs            | 92,3  | 70,4  | 72,4       |
| Autres            | 4,7   | 10,6  | 6,4        |
| Métis             | 1,3   | 2,7   | 2,9        |
| Amérindiens       | 0,9   | 0,7   | 0,9        |
| Asiatiques        | 0,5   | 3,8   | 4,8        |
| Afro-Américains   | 0,3   | 11,9  | 12,6       |
| Total             | 100   | 100   | 100        |
|                   |       |       |            |
| Latino-Américains | 12,2  | 37,6  | 16,7       |

Selon l’American Community Survey pour la période 2011-2015, 90,89 % de la population âgée de plus de 5 ans déclare parler l'anglais à la maison, 7,94 % déclare parler l'espagnol et 1,17 % le tagalog.

## Source
- (en) Cet article est partiellement ou en totalité issu de l’article de Wikipédia en anglais intitulé « Baird, Texas » (voir la liste des auteurs).

1. ↑  « Population and Housing Unit Estimates » (consulté le 9 juin 2017)
2. ↑  « Census of Population and Housing » [archive du 26 avril 2015], Census.gov (consulté le 4 juin 2015)
3. ↑  (en) « Baird, TX Population - Census 2010 and 2000 », sur censusviewer.com.
4. ↑  (en) « Population of Texas - Census 2010 and 2000 », sur censusviewer.com.
5. ↑  (en) « Language spoken at home by ability to speak English for the population 5 years and over », sur factfinder.census.gov.